# Dimítris Agravánis
Dimítris Agravánis (grec moderne : Δημήτρης Αγραβάνης), né le 20 décembre 1994 à Athènes, est un joueur grec de basket-ball.

## Biographie
En novembre 2017, il se rompt un ligament croisé antérieur et manque le reste de la saison 2017-2018.